# Gershon Rorich
Gershon Rorich (Kaapstad, 23 oktober 1973 – aldaar, 3 april 2023) was een Zuid-Afrikaanse beachvolleybalspeler. Hij nam eenmaal deel aan de Olympische Spelen.

## Carrière
Gershon speelde tussen 1995 en 1998 op vijf toernooien in de FIVB World Tour. Met Adrian Strijdom behaalde hij in 1996 een zeventiende plaats bij het toernooi van Kaapstad. In 2004 vormde hij een team met Colin Pocock. Het duo nam deel aan elf reguliere toernooien in de World Tour en kwam daarbij tot een zeventiende plaats bij de Kaapstad Open. Ze plaatsten zich voor de Olympische Spelen in Athene. Daar gingen ze als tweede in de groep door naar de achtste finales. In de achtste finale werden ze uitgeschakeld door de Australiërs Julien Prosser en Mark Williams. In 2007 deed Rorich met Freedom Chiya mee aan de kwalificaties van het Open-toernooi in Fortaleza. Het jaar daarop speelde hij met Grant Goldschmit op de kwalificaties van vijf toernooien in de World Tour, maar drong hij nergens tot het hoofdtoernooi door. In juni 2008 maakte Rorich in Stare Jabłonki zijn laatste internationale optreden.

## Palmares
Kampioenschappen
- 2004: 9e OS